# Еврейский комитет (1809—1818)
Еврейский комитет 1809 года — учреждение в Российской империи, состоявшее из высших представителей российской власти, созывавшееся с целью пересмотра законов о евреях.
Комитет пришёл на смену предыдущему Еврейскому комитету, который был закрыт после того, как российский император Александр I издал Высочайший Указ от 29 декабря 1808 года (10 января 1809), в котором «до дальнейшего впредь повеления» был отменён запрет евреям жить в российских сёлах и деревнях, где они ранее содержали шинки, кабаки и постоялые дворы (упомянутый запрет для евреев вновь вступил в силу в 1823 году.
В исторической литературе упоминается также как «Комитет сенатора Попова» или «Третий еврейский комитет» или «Комитет для еврейских дел». 
Был образован по представлению министра внутренних дел Российской империи князя Алексея Борисовича Куракина от 23 декабря 1808 года, в котором было сказано, что предписанное «Положением о евреях 1804 года» выселение евреев из уездов должно быть надолго отменено. 
Следом за этим на имя сенатора В. С. Попова был учреждён особый комитет для рассмотрения вопроса о выселении и других обстоятельств, созданных Положением о евреях 1804 года. 
Комитет работал (при ближайшем участии сенатора И. А. Алексеева) в течение трёх лет, и 17 марта 1812 года он подписал обширный всеподданнейший доклад, в котором заявил, что выселение евреев из уездов должно быть совершенно отменено. Доклад не был высочайше утвержден, вероятно, ввиду вторжения в Россию армии Наполеона и начавшейся Отечественной войны 1812 года. Доклад полностью напечатан в «Русском архиве» (1903, кн. II) из бумаг русского историка М. Ф. Шугурова, причём пометки, имевшиеся на рукописи, были неверно приписаны императору Александру I.
Высочайшим указом от 5 мая 1818 года Еврейский комитет был расформирован, а его функции были возложены на Министерство духовных дел и народного просвещения Российской империи, при котором от  «депутатов еврейского народа» работало постоянное представительство.
Пять лет спустя в России был создан новый Еврейский комитет.